# Бельское муниципальное образование (Иркутская область)
Бельское муниципальное образование — муниципальное образование со статусом сельского поселения в
Черемховском районе Иркутской области России. Административный центр — посёлок Бельск.

## Демография
По результатам Всероссийской переписи населения 2010 года
численность населения муниципального образования составила 1578 человек, в том числе 770 мужчин и 808 женщин.

## Населенные пункты
В состав муниципального образования входят населенные пункты
- Бельск
- Елань
- Ключи
- Комарова
- Лохова
- Мутовка
- Поморцева